# Luitfried
Luitfried (ca. 705 - na 742), ook Leodefred, Leudefred of Leudefrid, was hertog van de Elzas vanaf 723. Hij was zoon van hertog Adalbert I van de Elzas en Ingenia.
Luitfried bracht zijn jeugd door op de residentie van zijn vader, de palts van Koeningshoffen. In 723 wordt hij hertog van de Elzas, als opvolger van zijn vader. Het hertogdom omvat naast de huidige Elzas ook de omgeving van Bazel (Zwitserland), de Breisgau en de Ortenau. Hij kiest Straatsburg als zijn hofstad en maakt zijn broer Eberhard graaf van de Sundgouw. In 734 doet hij de eerste van 7 schenkingen aan het klooster Wissembourg dat zijn vader heeft gesticht. Hij doet ook schenkingen aan Honau en Murbach (gesticht door zijn broer Eberhard).
Vermoedelijk is Luitfried bondgenoot van Karel Martel en zijn zoon Carloman in hun pogingen om de Alemannen ten oosten van de Rijn te onderwerpen. Hij werkt ook nauw samen met bisschop Heddo van Straatsburg. Na zijn dood worden belangrijke familiebezittingen door Pepijn de Korte geconfisqueerd en wordt er geen nieuwe hertog benoemd. Het is waarschijnlijk dat Luitfried in zijn laatste jaren een tegenstander van Pepijns machtsstreven was. Zijn zoons mogen wel het bestuur van de Elzasser graafschappen voortzetten. Mogelijk is de beëindiging van het Elzasser hertogdom vooral veroorzaakt doordat de Elzas vanouds onderdeel uitmaakte van Alemanië en dat er na de definitieve onderwerping van de Alemannen in 745 geen behoefte meer was aan een apart hertogdom in de Elzas.
Luitfried was getrouwd met Hiltrud en Theutila. Beide echtgenotes komen vermoedelijk uit de lokale adel. Hiltrud is de moeder van:
- Luitfried II van Sundgouw (ca. 740 - 802), graaf van de Sundgouw, vader van Hugo van Tours.
- Rhutard van Nordgau, graaf van de Nordgau en de Ortenau